# John Carlson
John David Carlson Jr., detto Catch (St. Cloud, 12 maggio 1984), è un ex giocatore di football americano statunitense che ha militato nel ruolo di tight end nella National Football League (NFL). Fu scelto dai Seattle Seahawks nel secondo giro del Draft NFL 2008. Al college ha giocato a football a Notre Dame.

## Carriera professionistica

### Seattle Seahawks

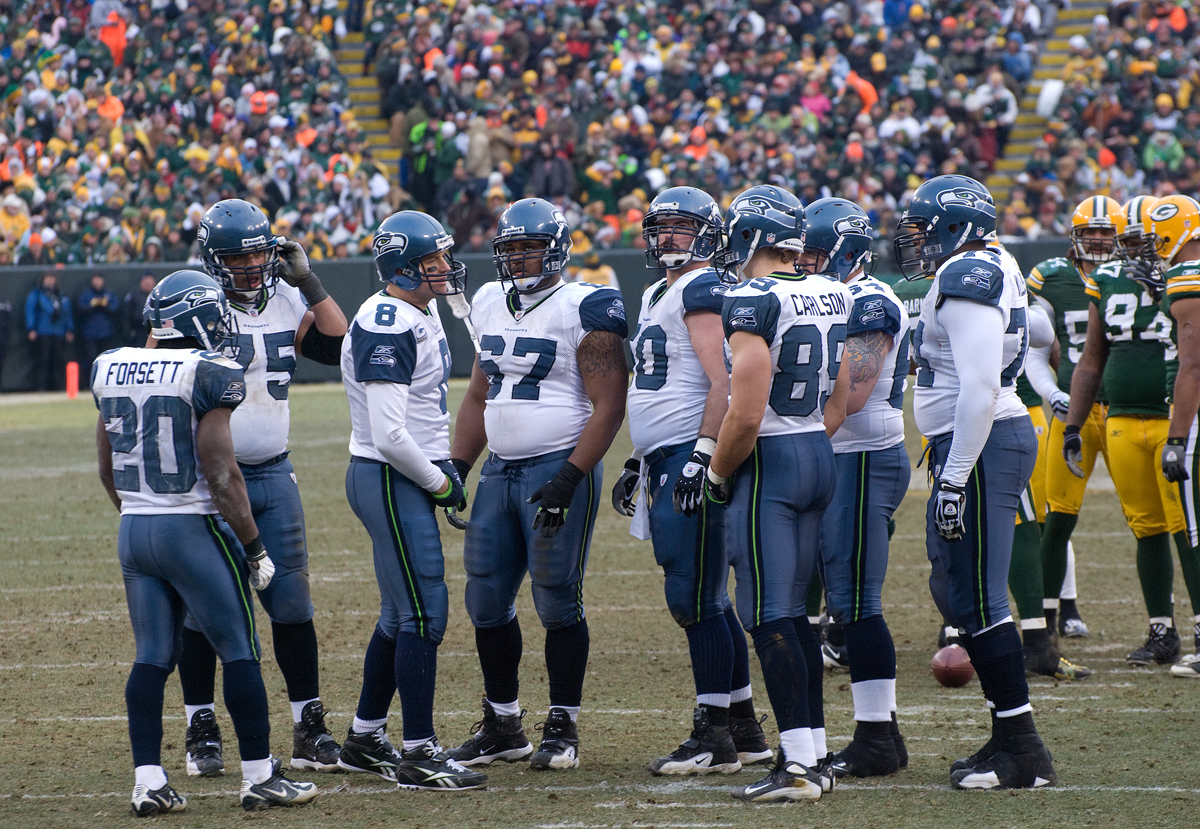
Carlson (nº 89), durante una partita con la maglia dei Seattle Seahawks.

Carlson fu scelto dai Seahawks nel secondo giro (38º assoluto) nel Draft 2008. Il 26 luglio, firmò un contratto di 4,52 milioni di dollari, di cui 2,5 milioni garantiti.
Segnò il suo primo touchdown nella NFL su un passaggio di Charlie Frye nella settimana 6 della sua stagione da rookie nella sconfitta 17-27 in trasferta contro i Green Bay Packers. In una stagione che afflisse i Seahawks per gli infortuni, in particolare ai wide receiver, Carlson si dimostrò essere un bersaglio affidabile nel corso della stagione, guidando la squadra in ricezioni (55) e yard ricevute (627) per la stagione 2008, un'impresa che non fu più compiuta da un rookie della franchigia dai tempi del membro della Pro Football Hall of Fame Steve Largent.
Carlson disputò una prestazione di rilievo durante i playoff 2010 dei Seahawks: in un match contro i campioni in carica del Super Bowl, i New Orleans Saints segnò due touchdown. Nel turno successivo contro i Chicago Bears subì una commozione cerebrale dopo aver saltato ed essere stato colpito in aria ed essere atterrato sbattendo il suo casco, dopo aver ricevuto un passaggio sulla linea laterale in un Soldier Field innevato.

### Minnesota Vikings
Il 14 marzo 2012, Carlson firmò un contratto quinquennale del valore di 25 milioni di dollari coi Minnesota Vikings. Nel primo anno con la franchigia del Minnesota disputò 14 incontri della stagione regolare, scendendo in campo 6 volte come titolare e totalizzando 8 ricezioni per sole 43 yard complessive, ricoprendo sostanzialmente il ruolo di riserva del titolare Kyle Rudolph. Nella stagione 2013 dopo aver subito una ristrutturazione del proprio contratto, passato a 1,5 milioni di dollari a fronte dei 2,9 previsti dall'accordo firmato ad inizio 2012, continuò per metà stagione a ricoprire il ruolo di vice di Rudolph, accumulando nelle prime 8 gare 7 ricezioni per 38 yard. Tuttavia nella gara di settimana 9, persa dai Vikings 23-27 in casa dei Dallas Cowboys, Rudolph si infortunò al termine del 3º quarto e così Carlson fu per l'ultimo quarto della partita il tight end titolare dei Vikings mettendo a referto 4 ricezioni per 23 yard.
La settimana seguente, dopo che il referto medico diagnosticò a Rudolph uno stop di circa un mese, Carlson contro i Washington Redskins scese per la terza volta in campo come titolare nella stagione 2013, ma per la prima volta fu il tight end di riferimento della squadra e non fece affatto sentire la mancanza di Rudolph all'interno dell'attacco di Minnesota, risultando il miglior ricevitore della partita per Vikings con le sue 7 ricezioni per 98 yard ed un touchdown che contribuirono a regalare ai suoi la seconda vittoria della stagione mettendo a referto. Nella settimana 11 fece ritorno a Seattle contro la sua ex squadra, i Seahawks, contro cui disputò un'altra buona prova mettendo a referto 5 ricezioni per 69 yard che non furono tuttavia questa volta sufficienti ai Vikings per evitare l'ottava sconfitta stagionale.
Nei tre incontri successivi, in cui Minnesota conseguì un pareggio contro i Green Bay Packers, una vittoria contro i Chicago Bears ed una sconfitta contro i Baltimore Ravens, Carlson totalizzò 116 yard in 9 ricezioni. Tuttavia proprio nel match di Baltimora, rimediò una commozione cerebrale che lo costrinse a saltare la gara interna contro i Philadelphia Eagles in programma la settimana 15. Quest'ennesima commozione cerebrale (la terza dal 2011 cui vanno sommate altre due ai tempi del college) lo portò una settimana dopo a dichiarare in un'intervista al Minneapolis Star Tribune, che al termine della stagione avrebbe valutato se prolungare o meno la propria carriera nel football professionistico e che il ritiro era un'opzione possibile. Dopo non esser riuscito a recuperare dall'infortunio, il 21 dicembre fu ufficialmente inserito nella lista degli infortunati, cosa che portò lo sfortunato tight-end a chiudere anticipatamente la stagione a due sole gare dal termine.
Dopo aver valutato tutti pro e i contro del caso, Carlson decise di proseguire la propria carriera professionistica in NFL, ma non avendo trovato l'accordo con i Vikings per una ristrutturazione del proprio contratto, fu da questi svincolato il 5 marzo 2014.

### Arizona Cardinals

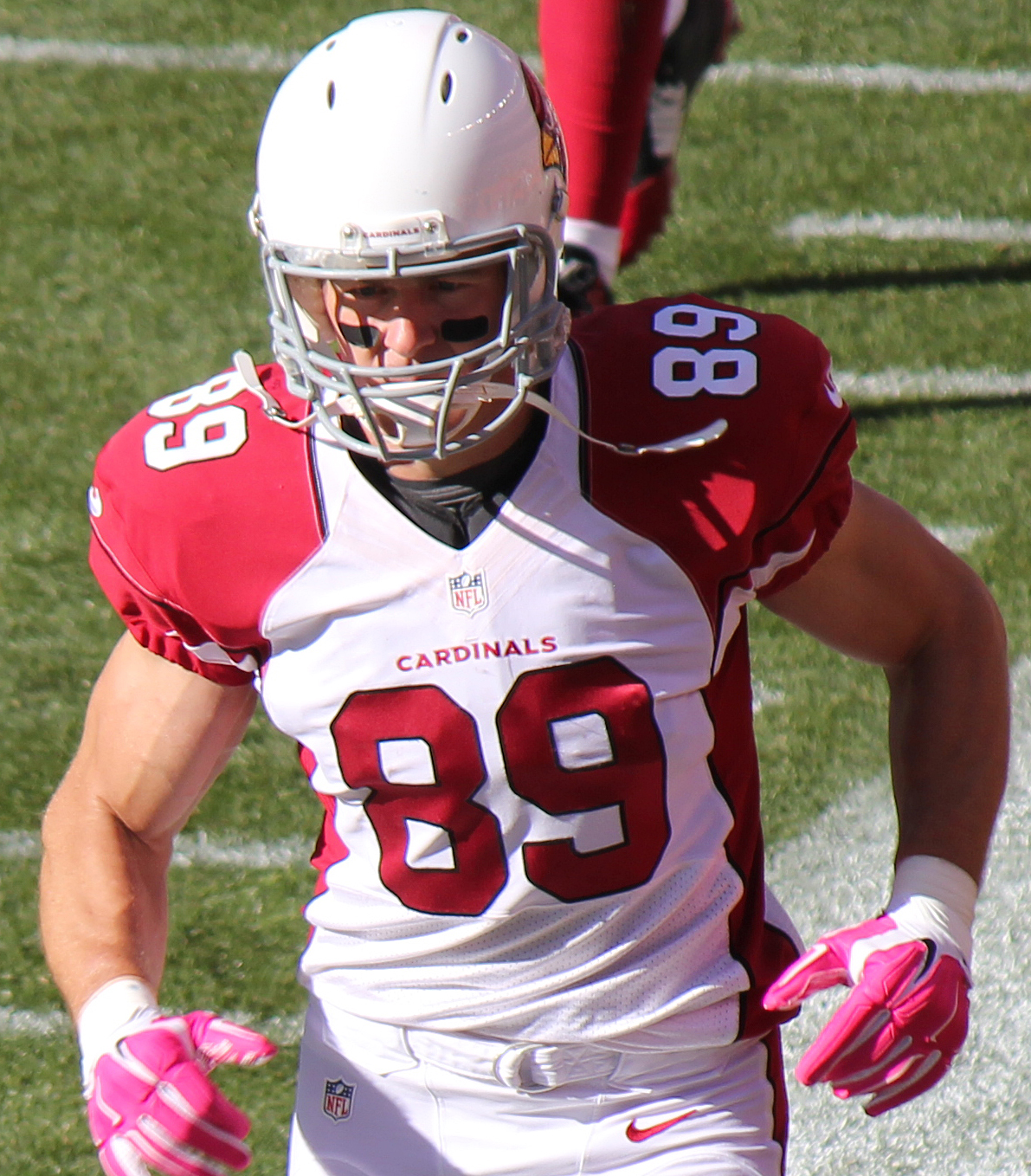
Carlson coi Cardinals.

Il 7 marzo 2014, Carlson firmò un contratto biennale con gli Arizona Cardinals del valore di 4,65 milioni di dollari. Vi giocò per una sola annata, disputando tutte le 16 partite, di cui 12 come, titolare, con 350 yard ricevute e un touchdown. Il 5 maggio 2015 annunciò il proprio ritiro all'età di 30 anni.

## Palmarès
- Formazione ideale del 35º anniversario dei Seahawks

## Statistiche
Statistiche su ricezione
Fonte: NFL.com
| Anno   | Squadra           | P  | PT | Ric | Yard  | Media | Max | TD | Fum | Persi |
| ------ | ----------------- | -- | -- | --- | ----- | ----- | --- | -- | --- | ----- |
| 2008   | Seattle Seahawks  | 16 | 9  | 55  | 627   | 11.4  | 33  | 5  | --  | --    |
| 2009   | Seattle Seahawks  | 16 | 16 | 51  | 574   | 11.3  | 42  | 7  | --  | --    |
| 2010   | Seattle Seahawks  | 15 | 13 | 31  | 318   | 10,3  | 37  | 1  | --  | --    |
| 2012   | Minnesota Vikings | 14 | 6  | 8   | 43    | 5,4   | 14  | 0  | --  | --    |
| 2013   | Minnesota Vikings | 13 | 8  | 32  | 344   | 10,8  | 30  | 1  | 1   | 1     |
| Totale |                   | 74 | 52 | 177 | 1.906 | 10,8  | 42  | 14 | 1   | 1     |

Statistiche aggiornate alla stagione 2013